# 수포성 표피박리증
수포성 표피박리증은 피부와 점막에 쉽게 물집이 생기는 희귀질환이다. 물집은 사소한 외상이나 마찰로 인해 생기며 통증을 동반한다. 

## 증상
- 통증이 있는 물집